# 2020年国民民主党代表選挙
2020年国民民主党代表選挙（2020ねんこくみんみんしゅとうだいひょうせんきょ）は、2020年12月18日に行われた国民民主党の代表を選出するための選挙である。選挙の結果、玉木雄一郎が当選した。

## 背景
2020年9月、国民民主党は立憲民主党との合流をめぐって分党し、合流新党に参加しない国会議員らは新党「国民民主党」を結成することとなった。結党メンバーとなる国会議員らは全会一致で玉木の代表就任を決定し、党員・サポーターや地方議員を募集して年内に結党後初の代表選を実施することとされた。9月15日の結党大会で正式に玉木が代表に選出され、党規約で初代代表の任期を2020年末までとすることが規定された。
10月20日の党代表記者会見で代表選を12月中に実施すること、第203回臨時国会閉会後に告示することが発表された。代表選実施に向け、党地方組織の体制作りを加速し、11月10日を締切りとして党員・サポーターを募集することも発表された。
11月4日の両院議員総会で代表選を12月8日告示、12月18日投開票の日程で実施することが決定された。立候補に推薦人は不要で、自薦のみで出馬できることとされた。11月10日締切りの党員・サポーター登録と代表選での投票については無料通信アプリ「LINE」から実施できる仕組みが導入された。
12月2日の事前説明会には4陣営が出席し、うち玉木と伊藤孝恵党役員室長が事前立候補登録を届け出て、両者の出馬意向が報じられた。12月3日の党代表記者会見で玉木が正式に出馬表明した。
12月8日の代表選告示日午前、伊藤と玉木が立候補を届け出て、一騎打ちの構図が確定した。同日午後の共同記者会見で、伊藤は子供・子育て政策を最重要政策に掲げ、玉木は政策提案路線の継続による党勢拡大を訴えた。新型コロナウイルス感染防止のため街頭演説は行われず、オンライン討論会が複数回行われた。

## 手続
代表選挙に立候補することができる者は党所属国会議員に限られる。今回に限り立候補に推薦人は不要となる。任期満了に伴う代表選挙であり、有権者は党所属国会議員・国政選挙の公認候補予定者・党籍を有する地方自治体議員・党員およびサポーターとなる。
- 国会議員16人、公認候補予定者14人は臨時党大会で直接投票を行い、前者の1票は2ポイント、後者の1票は1ポイントに換算する。
- 地方自治体議員153人、党員・サポーター2万4631人は全国単位で事前投票を行い、それぞれ計23ポイント[注 2]を割り当ててドント方式で比例配分する。

有効投票に基づくポイント総数の過半数を獲得した候補者を当選者と決定する。3人以上が立候補した場合で過半数のポイントを獲得した候補者がいないときは、上位2人に対する決選投票を行う。決選投票は国会議員と公認候補予定者が臨時党大会で直接投票して行い、前者の1票は2ポイント、後者の1票は1ポイントに換算して多数のポイントを獲得した候補者を当選者と決定する。選出された代表の任期は、2023年9月まで。
- 出典：
  - 『国民民主党代表選公告』（プレスリリース）国民民主党、2020年11月25日。
  - 『代表選有権者数公告』（PDF）（プレスリリース）国民民主党、2020年12月2日。

## 日程
- 11月4日 - 両院議員総会が代表選の日程を12月8日告示・12月18日投開票と決定
- 11月25日 - 代表選挙管理委員会が代表選挙の実施を公告[42]
- 12月4日 - 事前説明会を開催、4陣営が出席[43]
- 12月8日 - 告示、立候補受付[44]、共同記者会見[45]
- 12月9日 - オンライン討論会を開始、12月16日までInstagram、YouTube、ニコニコ生放送等のライブ動画配信サービスで順次開催
- 12月16日 - 地方自治体議員および党員・サポーター郵便投票締切
- 12月17日 - 地方自治体議員および党員・サポーター電子投票（LINE含む）締切、開票
- 12月18日 - 臨時党大会、国会議員・公認内定予定候補者直接投票、開票

## 候補者

### 立候補者
届出順
|  | 伊藤孝恵   | 参議院議員（1期・愛知県選挙区） 党役員室長                            | 政見 (PDF) |
|  | 玉木雄一郎 | 衆議院議員（4期・香川2区） 党代表 元旧・国民民主党代表 元希望の党代表 | 政見 (PDF) |

### 立候補辞退者
- 足立信也 - 参議院議員（3期・大分県選挙区）、党参議院幹事長、元国民民主党政務調査会長、元厚生労働大臣政務官。10月28日の記者会見で3～4人の立候補が望ましいとの認識を示していたが[46]、11月4日の記者会見で内閣総理大臣指名選挙における衆議院の優越から党代表は衆議院議員であるべきとして不出馬を表明した[47]。

- 前原誠司 - 衆議院議員（9期・京都2区）、党代表代行、元民進党代表、元外務大臣。出馬が取り沙汰されていたが[48][49]、「党が発足してまだ3カ月足らず。現在の体制を変える必要はない」として不出馬を表明した[50]。

- 山尾志桜里[51] - 衆議院議員（3期・愛知7区）、党憲法調査会長、元民進党政務調査会長。

## 推薦人
今回に限り立候補に推薦人は不要とされたが、他党と比較すると、自由民主党総裁選挙と立憲民主党代表選挙では党所属国会議員20人、公明党代表選挙では党所属国会議員10人、社会民主党党首選挙では党員200人の推薦人が立候補に必要であり、推薦人を不要とする措置は異例である。2015年自由民主党総裁選挙や2018年自由民主党総裁選挙で推薦人を確保できず出馬を断念した経緯のある野田聖子自由民主党幹事長代行はこの措置に賛同し、参議院当選1回で代表選に立候補した伊藤について「ちょっと嫉妬した」と心境を述べた。

## 結果
12月18日の臨時党大会において、国会議員および公認内定予定候補者の直接投票が行われ、地方自治体議員および党員・サポーターの事前投票と合わせて集計された結果、伊藤が26ポイント、玉木が65ポイントを獲得し、有効投票に基づくポイント総数の過半数を獲得した玉木が新代表に選出された。玉木と伊藤は国会議員票で同数だったが、地方議員票や党員・サポーター票で大差がついた。

### 投票結果
| 候補者     | 得点数 | 国会議員票   | 公認予定者票 | 地方議員票    | 党員・サポーター票 |
| ---------- | ------ | ------------ | ------------ | ------------- | ------------------ |
| 伊藤孝恵   | 26pt   | 8票（16pt）  | 1票（1pt）   | 25票（4pt）   | 2,260票（5pt）     |
| 玉木雄一郎 | 65pt   | 8票（16pt）  | 12票（12pt） | 106票（19pt） | 7,463票（18pt）    |
| 無効       | -      | 0票          | 0票          | 0票           | 39票               |
| 合計       | 91pt   | 16票（32pt） | 13票（13pt） | 131票（23pt） | 9,762票（23pt）    |

- 国会議員の棄権は0票、公認予定者の棄権は1票[注 3]。
- 地方議員の投票率は85.62%、党員・サポーターの投票率は39.63%。
- 出典：
  - 『【代表選】臨時党大会を開催 新代表決定』（プレスリリース）国民民主党、2020年12月18日。
  - 『2020年12月国民民主党代表選挙開票結果』（PDF）（プレスリリース）国民民主党、2020年12月18日。

## 新執行部
12月23日の両院議員総会で新執行部人事が以下の通り承認された。代表選で敗北した伊藤は副代表に起用された。
| 代表                           | 玉木雄一郎        |
| 代表代行                       | 前原誠司 大塚耕平 |
| 副代表                         | 矢田稚子 伊藤孝恵 |
| 幹事長                         | 榛葉賀津也        |
| 幹事長代理                     | 岸本周平          |
| 国会対策委員長                 | 古川元久          |
| 国会対策委員長代理             | 浅野哲            |
| 政務調査会長                   | 舟山康江          |
| 政務調査会長代理               | 西岡秀子          |
| 選挙対策委員長                 | 岸本周平          |
| 組織・団体委員長               | 岸本周平          |
| 役員室長兼総務局長             | 伊藤孝恵          |
| 広報局長兼シンクタンク戦略室長 | 山尾志桜里        |
| 財務局長                       | 浜野喜史          |
| 倫理委員長                     | 小林正夫          |
| 両院議員総会長                 | 矢田稚子          |
| 青年局長                       | 浅野哲            |

- 出典：『国民民主党新役員体制』（プレスリリース）国民民主党、2020年12月23日。